# Aspergillus flavus
Aspergillus flavus este o specie de fungi din genul Aspergillus, familia Trichocomaceae. Este un organism saprofit și patogen cu răspândire cosmopolită. Produce compuși toxici cunoscuți ca micotoxine, cu efect toxic la mamifere. A. flavus este un patogen oportunist la animale și la om, cauzând aspergiloză în caz de imunosupresie.